# Unden
Unden je jezero u šumi Tiveden na sjeverozapadu švedske pokrajine Västergötland. Površina jezera iznosi 95 km², a najveća dubina je 96 metara. Mala kratka rječica Lisån odvodi vodu iz Undena južno prema jezerima Botten i Viken, da bi se kasnije voda iz Vikena preko rječice Forsviksån ulijevala u jezero Vättern. Forsviksån je ujedno i najveća pritoka Vätterna.